# モサック・フォンセカ
モサック・フォンセカ（英語: Mossack Fonseca）は、パナマの法律事務所である。オフショア金融センターのようなタックス・ヘイヴンなどでの企業設立支援を扱う法律事務所としては世界第4位の規模といわれている。1970年代-1980年代、国境をまたいだ資金移動の規模が拡大し、パナマが国際的なオフショア金融センターとして台頭する中で、顧客のプライバシーを徹底的に保護することで急成長を遂げた。

## 設立
創業者はユルゲン・モサックとラモン・フォンセカ・モーラで、1986年2人はそれぞれの法律事務所を合併した。
ユルゲンの父エアハルトはドイツの武装親衛隊であった。1961年、ユルゲンら家族を連れてパナマにやってきた。1975年にユルゲンは渡英しロンドンで弁護士を営むようになった。そして1977年にパナマへ帰って事務所を開いた。
1983年、ヒースロー空港で強盗が起こった（Brink's-Mat robbery）。パナマ文書によると、1984年にユルゲンは新設のフェベリオン（Feberion Inc.）というオフショア会社の重役となった。フェベリオンは一昨年の強盗で資金洗浄を助けたゴードン・パリィ（Gordon Parry）と関係のあることが分かった。1987年、英国政府からフェベリオンの記録を閲覧させよと要求されたがユルゲンは追い返した。
同年、モサック・フォンセカはヴァージン諸島へ最初の海外進出を果した。ラモンの方はユルゲンと仕事をするまで、ジュネーヴで国連スタッフとして働いていた。パナマでは地元政党の政治家でもある。所属政党（Panameñista Party）は過去に国家革命党といった。ユルゲンの来た1977年、パナマ運河の返還条約が結ばれた。

## ニウエで20年
1992年にゴードンが有罪となった。翌年に最初の子会社をつくった。1994年、地元政府と新法制を策定してニウエに本社を移し、モサック・フォンセカは以来20年間も島での業務を独占した。こうしてロシアや中華人民共和国の新興成金の顧客を獲得した。
モサック・フォンセカは1995年までフェベリオンと関係を保持した。2001年までに島の政府へ160万ドルの分配金を払ったが、ニウエ政府の国家予算は200万ドルであった。その2001年までに合衆国当局から資金洗浄を見咎められたが、制裁は遅れた。そこでチェース・マンハッタン銀行（現JPモルガン・チェース）などがその島との取引をやめた。2003年、ニウエ政府はモサック・フォンセカの登録更新を断った。
モサック・フォンセカは懲りずにサモアの近くへ越してゆき、平常運転を続けた。ヴァージン諸島でも2005年までに申請を却下され撤退を余儀なくされた。2007年から2015年まで、モスフォン・アセット・マネジメントという子会社が、ボストン流の投資信託を売りに12億ドル超を運用した。2010年から翌年までモサック・フォンセカは、ニウエで使ったのと同じ手口でアンギラへ進出した。2010年代の初期までに合衆国の島をふくむ世界中のあちこちに利権を築いた。

## パナマ文書
2016年4月3日、大量の機密内部文書が漏洩したことが明らかになった。これがいわゆるパナマ文書である。翌4月4日、国外のサーバーからハッキングを受けたとして、被害届をパナマ検察当局に提出した。
そして、報道機関が「当社から盗まれた占有文書および情報への不正アクセス」を行ったとした上で、「不法に取得された情報や文書を利用することは犯罪であり、当社はすべての可能な刑事および民事上の救済を追求することを躊躇しないだろう」といった旨の声明を発表した。
2017年2月9日パナマで、創業者2人が資金洗浄の疑いで逮捕された。2人はしかし保釈金の支払を拒否し、3か月で釈放された。その後「パナマ文書」の漏洩を受けて2018年3月に廃業した。